# 燕突
燕 突（えん とつ、朝鮮語: 연돌、生没年不詳）は、百済の東城王代の官吏。大姓八族の一つである燕氏出身の貴族。官位は「達率」「兵官佐平」。

## 人物
490年、百済の官位十六階のうちの第二位である「達率」に任命され、497年に「兵官佐平」に昇進した。

## 出自
大姓八族の一つである燕氏の出身。韓国の『斗山世界大百科事典』は、燕氏の始祖及び淵源は不詳である、と説明している。しかし、朝鮮古代史学者の鄭載潤は、燕氏は大姓八族の一つであるため、土着系（＝「純百済人」）とみることもできるが、大姓八族は、百済の建国者である温祚王に付き従った八家であるのに、燕氏は漢城百済が崩壊し、熊津遷都以後に台頭した一族であるため、土着系とみるのは釈然とせず、「燕」という漢姓を使用した点、燕氏が軍事的に台頭した点、燕氏の拠点である錦江は、禰氏（禰嵩、礼塞敦、禰福、禰誉、禰善、禰軍、禰寔進、禰素士、禰仁秀）や陳氏（陳明、陳春、陳徳止、陳微之、陳法子）などの大規模中国人移民コミュニティ存在していた点などを鑑みると、燕氏は中国人移民の可能性がある、と指摘している。朝鮮古代史学者の李弘稙や金栄官は、燕氏を錦江流域の土着系とみる見解もあるが、百済に移住した帯方郡に土着化していた中国人とみるのが妥当と主張している。金栄官は、燕氏は熊津時代に活発に活動したが、泗沘遷都後の聖王十八年（540年）以後姿を消し、武王八年（607年）に燕文進が登場し、隋に使臣として赴くなど燕氏は活動を再開した。百済は、対中国外交には中国系人士が有利であるため、中国系を起用しており（張威、張茂、高達、会邁、慕遺、楊茂、王茂、張塞、陳明、王辯那、王孝隣）、燕文進は中国系であるため、対隋外交に起用されたのであり、熊津時代に権勢を誇った後、姿を消していた燕氏が再登場することになった、と指摘している。